# Kadettenhaus Kalisch

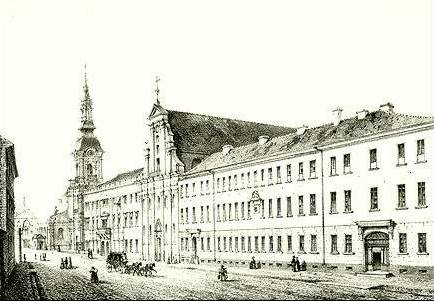
Kadettengebäude 1858

Das Kadettenhaus (seit 1807 Kadettenkorps; polnisch Korpus kadetów, russisch Кадетский корпус) war eine Bildungseinrichtung in Kalisch (Kalisz) im heutigen Polen von 1793/95 bis 1832. Sie stand zuerst unter preußischer, seit 1807 unter polnischer und seit 1815 unter russischer Verwaltung.

## Geschichte
1793 wurde in Kalisch ein Kadettenhaus gegründet. Die Stadt war kurz zuvor nach der Zweiten Teilung Polens zum Königreich Preußen gekommen. Es war die vierte Kadettenschule in Preußen nach denen in Berlin, Stolpe und Culm. Sie wurde im ehemaligen Jesuitenkollegium der Stadt eingerichtet. 1795 kamen die ersten 20 Schüler. Nach Erweiterungsbauten wurde 1797/99 die ursprünglich vorgesehene Anzahl von 100 Kadetten erreicht. 1804 waren es 125, 1806 in Folge der Napoleonischen Kriege noch etwa 80.
1807 ging die Schule mit der Stadt an das polnische Herzogtum Warschau über. Die 25 deutschen Schüler wurden nach Berlin verlegt.

Ehemalige orthodoxe Kapelle von 1825, heute Kulturzentrum

Seit 1815 gehörte das Kadettenkorps zu Kongresspolen, das dem Russischen Kaiserreich angeschlossen war. Es wurde in die Strukturen der russischen Armee eingegliedert. 1825 wurde die Anzahl der Kadetten auf 200 erhöht.
Beim polnischen Novemberaufstand 1830/31 gegen die russische Staatsmacht nahmen mindestens 50 Kalischer Kadetten teil. Deshalb wurde die Anstalt 1832 geschlossen. Die meisten Schüler wurden nach St. Petersburg und Moskau verlegt.
Die Gebäude wurden danach lange als militärische Verwaltungsgebäude genutzt. Heute befindet sich im Haupttrakt eine Abteilung der Verwaltung der Woiwodschaft Großpolen. In der ehemaligen orthodoxen Kapelle von 1825 ist ein Kulturzentrum (Centrum Kultury i Sztuki) untergebracht.

## Strukturen
Preußische Zeit 1793–1806
Die Kadettenschule sollte Söhne des polnischen Adels der Umgebung (Südpreußen) auf den Dienst in der preußischen Armee vorbereiten. Da die Bereitschaft dazu nicht ausreichend vorhanden war, wurden einige zwangsrekrutiert. Das Aufnahmealter lag zwischen acht und zehn Jahren.
Es gab zwei Klassen. In der unteren sollten die Jungen Grundkenntnisse des Lesens, Schreibens, Rechnens, der Religion und der deutschen Sprache erlernen, in der zweiten gab es Unterricht in Geschichte, Geographie, Französisch und Tanzen. 
Es gab jeweils einen Lehrer (Hofmeister, Informator) für etwa acht Schüler, der sie in fast allen Fächern unterrichtete, für die Sprachen und Tanzen gab es eigene Lehrer. Der Informator verantwortete seine Gruppe auch im Alltag, kontrollierte die Abläufe, begleitete sie bei Spaziergängen und der Abendgestaltung und hielt sonntags gemeinsame Gottesdienste.
Nach dem Ablauf der Zeit gingen die Jungen meist an das Kadettenkorps in Berlin, wo sie in die Grundlagen der militärischen Ausbildung eingeführt wurden.
Polnische und russische Zeit 1807–1832
Ab 1807 änderten sich Inhalte und Modalitäten. Das Aufnahmealter lag nun zwischen 10 und 16 Jahren und es wurden mehr vormilitärische Elemente in die Ausbildung aufgenommen.

## Persönlichkeiten
Leiter
- Major Wilhelm Georg von Schack, erster Direktor 1793–1798